# Lofoten Tørfiskmuseum
Lofoten Tørfiskmuseum er et museum i Å i Moskenes kommune i Nordland fylke. Museet formidler norsk fiskerihistorie og tørfiskfremstilling gennem en udstilling af redskaber og film den gamle fiskebrygge i Å.
På det tidligere fiskevær og nuværende turistcenter Å findes også Norsk Fiskeværsmuseum.